# Buchhändlerkeller
Der Buchhändlerkeller ist ein Veranstaltungsort in Berlin. Er wird vom Verein Freunde des Buchhändlerkellers e. V. betrieben, einem Arbeitskreis, der literarische Veranstaltungen organisiert. Der Veranstaltungsort wurde 1967 von Klaus-Peter (KP) Herbach (1944–2004) und dem Arbeitskreis Berliner Jungbuchhändler e. V. im Keller einer ehemaligen Bäckerei in der Görresstraße 9 im Berliner Ortsteil Friedenau eingerichtet. Damals wohnten in Friedenau Hans Magnus Enzensberger, Günter Grass, Uwe Johnson und andere Autoren. 1976 zog der Buchhändlerkeller in die Räume der ehemaligen Galerie Mikro von Michael S. Cullen im Parterre der Carmerstraße 1 im Ortsteil Charlottenburg um, behielt den Namen aber bei und trägt ihn noch heute. Der Arbeitskreis heißt nun Freunde des Buchhändlerkellers e. V. Nach Kündigung der Räume durch den neuen Eigentümer befindet sich der Buchhändlerkeller seit Anfang 2024 im Künstlerhof Alt-Lietzow 12 im Ortsteil Charlottenburg.
Fast 40 Jahre lang gestaltete KP Herbach, hauptberuflich Pressereferent der West-Berliner Akademie der Künste, das Programm der wöchentlichen Lesungen am Donnerstag allein. Nach seinem Tod im Januar 2004 führten Freunde das Konzept fort und erweiterten es. Nach wie vor bilden die Lesungen aus deutschsprachigen belletristischen Neuerscheinungen das Rückgrat des Programms, nun eingeleitet von Petra Fleing, Axel Haase, Hartmut Mangold, Frauke Petersen, Cornelia Staudacher,  Jürgen Tomm oder Rebecca Zeil. Seit 2005 präsentieren sie auch jeden Dienstag literarische Veranstaltungen. Darüber hinaus gibt es Gastveranstaltungen an anderen Wochentagen, hauptsächlich von Verlagen. Die Veranstaltungen beginnen in der Regel um 20 Uhr.

## Veranstaltungen
Zu den Veranstaltungen am Dienstag gehören die LebensBilder mit Filmporträts von Schriftstellern und anderen einzigartigen literarischen Filmdokumenten sowie die Reihe Wiedergelesen mit eigens dafür zusammengestellten Textcollagen als Anregung zur erneuten Lektüre.
- Fundstelle & Spurensuche stellt bedeutende, inzwischen aber kaum noch bekannte oder vergessene Autoren in Leben und Werk vor.
- Mit den Grenzgängen werden literarisch-historisch-kulturphilosophische Diskurse zwischen Experten und dem Publikum zu aktuellen Themen und Problemen initiiert.
- In der Reihe Zur Sache werden neue, aktuelle Sachbücher vorgestellt.
- Unter dem Titel Flaneure in Berlin entfalten Texte der großen Feuilletonisten der Vergangenheit überraschende Aktualität für die Gegenwart.
- Jeweils am ersten Sonntag im Monat um 17 Uhr lädt der Buchhändlerkeller in die ErzählBar. Bekannte und weniger bekannte Menschen aus vielen Lebensbereichen erzählen, wie sie geworden sind, was sie geworden sind und warum: Lebensgeschichte(n) als Zeitgeschichte(n).
- Alle zwei Monate lädt der Buchhändlerkeller zur Eröffnung einer Ausstellung von Werken bekannter Künstler oder Fotografen. Meist kann man die Arbeiten auch erwerben.